# Rodrigo López
Rodrigo „Toti” López Quiñones (ur. 12 listopada 2001 w mieście Meksyk) – meksykański piłkarz występujący na pozycji środkowego pomocnika, reprezentant Meksyku, od 2023 roku zawodnik Pumas UNAM.